# Heterosoma sycopantha
Heterosoma sycopantha är en skalbaggsart som beskrevs av Leon Fairmaire 1897. Heterosoma sycopantha ingår i släktet Heterosoma och familjen Cetoniidae. Inga underarter finns listade i Catalogue of Life.